# Димитър Митов (художник)
Вижте пояснителната страница за други личности с името Димитър Митов.
Димитър Митов-Комшин е български живописец, член на СБХ. Творби на Комшин са притежание на галерии и частни колекции в България, Швейцария, Япония, Франция, Русия, САЩ и др.

## Изложби
Комшин прави самостоятелни изложби, както и участва в сборни изложби в България и чужбина (Германия, Япония).
Самостоятелни изложби
- 2016-СБХ Шипка 6
- 2006 – НДК
- 2006 – Галерия „Викинг“
- 2003 – Галерия ЦУМ
- 2001 – Галерия на вестник „Труд“
- 1995 – Хотел „Витоша“
- 1993 – Културен дом „Н. Й. Вапцаров“, Банско
- 1991 – Дипломатически клуб, София
- 1985 – Дом на културата ЗММ
- 1980 – София
- 1979 – София (ЗММ)

Групови изложби в България
- 2006, 2004, 2002 – Биенале, Плевен;
- 1995 – Варна;
- 1994 – Велинград.
- участия в изложби на секция „Живопис“, СБХ

Изложби в чужбина
- 2000 – групова, Германия;
- 1999 – групова, Япония
- 1999 – самостоятелна в Кьолн, Германия.